# 萨内蒂内格拉尔斯
萨内蒂内格拉尔斯，是西班牙巴伦西亚自治区阿利坎特省的一个市镇。总面积4km2，总人口595人（2001年），人口密度149人/km2。